# جيمي بروستر
جيمي بروستر (بالإنجليزية: Jimmy Brewster)‏ هو لاعب كرة قدم أمريكية أمريكي، ولد في 9 يناير 1902 في نيونان في الولايات المتحدة، وتوفي في 20 أغسطس 1998.